# Eleições legislativas regionais na Madeira em 1976
As eleições legislativas regionais na Madeira em 1976, também designadas eleições para a Assembleia Legislativa da Região Autónoma da Madeira, realizaram-se a 27 de junho e delas resultou a vitória da maioria do Partido Popular Democrata (PPD).
A abstenção foi de 25,20%, ou seja, dos 143 403 eleitores recenseados votaram 107 265.

## Partidos
Os partidos e coligações que concorreram às eleições para a Assembleia legislativa da Região Autónoma da Madeira em 1976 foram os seguintes, listados por ordem alfabética:
| Partido | Partido                                             | Partido | Ideologia              | Espectro                   |
| ------- | --------------------------------------------------- | ------- | ---------------------- | -------------------------- |
|         | Partido Popular Democrático                         | PPD     | Social-democracia      | Centro                     |
|         | Partido Socialista                                  | PS      | Socialismo democrático | Centro-esquerda            |
|         | Partido do Centro Democrático Social                | CDS     | Democracia cristã      | Centro-direita             |
|         | União Democrática Popular                           | UDP     | Marxismo               | Esquerda                   |
|         | Partido Comunista Português                         | PCP     | Comunismo              | Esquerda a Extrema-esqueda |
|         | Movimento Reorganizativo do Partido do Proletariado | MRPP    | Maoísmo                | Extrema-esquerda           |

## Distribuição de deputados por círculo eleitoral
A seguinte tabela contém o número de deputados que cada círculo eleitoral podia eleger.
| Distrito        | Número de deputados |
| --------------- | ------------------- |
| Calheta         | 2                   |
| Câmara de Lobos | 4                   |
| Funchal         | 19                  |
| Machico         | 3                   |
| Ponta do Sol    | 2                   |
| Porto Moniz     | 1                   |
| Porto Santo     | 1                   |
| Ribeira Brava   | 2                   |
| Santa Cruz      | 4                   |
| Santana         | 2                   |
| São Vicente     | 1                   |
| Total           | 41                  |

## Resultados
Resultados regionais apurados pela Comissão Nacional de Eleições.
| Partido                 | Partido                                             | Votos       | %               | Deputados   |
| ----------------------- | --------------------------------------------------- | ----------- | --------------- | ----------- |
|                         | Partido Popular Democrático                         | 63 963      | 59,63 / 100,00  | 29 / 41     |
|                         | Partido Socialista                                  | 23 968      | 22,34 / 100,00  | 8 / 41      |
|                         | Partido do Centro Democrático Social                | 10 185      | 9,50 / 100,00   | 2 / 41      |
|                         | União Democrática Popular                           | 5 466       | 5,10 / 100,00   | 2 / 41      |
|                         | Partido Comunista Português                         | 1 959       | 1,83 / 100,00   | 0 / 41      |
|                         | Movimento Reorganizativo do Partido do Proletariado | 357         | 0,33 / 100,00   | 0 / 41      |
| Votos inválidos         | Votos inválidos                                     | 1 367       | 1,27 / 100,00   |             |
| Total                   | Total                                               | 107 265     | 100,00 / 100,00 | 41 / 41     |
| Eleitorado/Participação | Eleitorado/Participação                             | 143 403     | 74,80 / 100,00  |             |
| Fonte                   | Fonte                                               | [ 3 ] [ 4 ] | [ 3 ] [ 4 ]     | [ 3 ] [ 4 ] |

| ↓   |    |     |     |
| UDP | PS | PPD | CDS |
| 2   | 8  | 29  | 2   |